# دينو بوزاتي
دينو بوتزاتي Dino Buzzati صحفي وأديب وشاعر وكاتب مسرحي وناقد فني ورسّام إيطالي. ولد في مدينة بلّونو الواقعة شمال شرقي إيطالية، وتوفي في ميلانو إثر مرض عضال. كان أبوه أستاذ القانون الدولي في جامعة بافيا، ودرس هو الحقوق أيضاً، تيمّناً بأبيه، في جامعة ميلانو. لكنه آثر الصحافة على الحقوق فعُيّن محرراً في صحيفة «الكورييري ديلّلا سيرا» Il Corriere della sera (بريد المساء) لمعارفه الموسيقية، فقد درس وتعلّم العزف على الكمان والبيانو، وبقي محرراً في الصحيفة المذكورة حتى وفاته.

## حياته
ولد بوزاتاي في سان بيلجرينو، بيللونو في الفيلا الخاصة بأسلافه. أم بوزاتي كانت تتخصص في العيادة البيطرية وتعود أصولها إلى مدينة البندقية أما أبوه فكان بروفيسور في القانون الدولي وكان من عائلة بولونوسية قديمة. كان ابنهما الثاني من ضمن أبناءه الأربع. أحد أخوانه كان عالم الوراثة المشهور أدريانو بوزاتي-ترايفيرسو. في عام 1924 سجل في كلية القانون في جامعة ميلان والذي كان والده يدرس فيها في فترة سابقة. وفي حين كان يكمل دراسته هناك، استغل في عمر الـ 22 في الجريدة الميلانية كورير ديلا سيرا، والتي عمل معها حتى وفاته. بدأ في قسم التصحيحات وبعد ذلك عمل كصحفي، مراسل خاص، كاتب مقالات، محرر، وناقد فني. يقال ان خلفيته الصحفية أسهمت في كتابته والتي الهمته لجعل حكاياته الخيالية أقرب جدا للحقيقة.

علق بوزاتي بنفسه عن هذه العلاقة قائلاً (مثلما نقلها لورانس فينوتي):
«يبدو لي، أن الفنتازيا (الخيال) يجب أن تكون أقرب ماتكون إلى الصناعة الصحفية. الكلمة الصحيحة ليست» تحجيم«ولو أنوه في الواقع القليل من هذا يتم عمله. ولكن ماأقصده هو انه فعالية القصة الرائعة تعتمد على سردها بأبسط طريقة وأكثرها عملية»
خدم بوزاتي في أفريقيا خلال الحرب العالمية الثانية كصحفي مرابط مع ريجا مارينا. بعد نهاية الحرب، تم نشر روايته سهب التتار في أيطاليا والتي مالبثت وأن حققت نجاح كبير عند النقاد وجلبت الشهرة للكاتب. تزوج من المرينا انتونيازي في عام 1966 ميلادية والذي صادف أيضا العام الذي نشر فيه آخر رواياته علاقة عاطفية. في عام 1972 ميلادية مات بوزاتي بسبب معانة طويلة مع مرض السرطان.

## أعماله
من الروايات:
- صحراء التتار (Il deserto dei Tartari، عام 1940 ميلادية.
- علاقة عاطفية (بالإيطالية Un amore), عام 1963 ميلادية.

و من القصص القصيرة:
- الكاف (الكولومبري في النسخة الأصلية بالإيطالية).

## وصلات خارجية
دينو بوزاتي  على قاعدة بيانات الخيال التأملي على الإنترنت

## روابط خارجية
- دينو بوزاتي على موقع IMDb (الإنجليزية)
- دينو بوزاتي على موقع الموسوعة البريطانية (الإنجليزية)
- دينو بوزاتي على موقع ميوزك برينز (الإنجليزية)
- دينو بوزاتي على موقع ديسكوغز (الإنجليزية)
- دينو بوزاتي على موقع قاعدة بيانات الفيلم (الإنجليزية)
- Dino Buzzati's official website (بالإيطالية)
- Biography on IMDb
- Biography في أرشيف الإنترنت(أرشفت في  أبريل 19, 2008) (بالإيطالية)
- Il coraggio della bontà - Dino Buzzati e don Zeno Saltini: cronaca di un'amicizia